# Trichantha heterophylla
Trichantha heterophylla là một loài thực vật có hoa trong họ Tai voi. Loài này được (Oerst. ex Hanst.) Wiehler miêu tả khoa học đầu tiên năm 1975.